# 제1대 힐 자작 롤랜드 힐
제1대 힐 자작 롤랜드 힐(Rowland Hill, 1st Viscount Hill, 1772년 8월 11일 – 1842년 12월 10일)은 나폴레옹 전쟁 당시 영국 육군에서 복무했던 장교로, 그는 웰링턴 공작 휘하에서 일하던 신뢰있는 여단장, 사단장, 군단장이었다. 그는 1828년 영국군의 사령관이 되었다.

## 성장 과정과 초기 경력
힐은 1772년 8월 11일에 슈롭셔 주의 프레스 근처 호크타운 홀에서 태어났다. 그는 제3대 힐 남작 존 힐과 슈롭셔의 메리 샹브레 사이에서 태어난 차남이자 4번째 자녀였다. 체스터의 체스터 왕립학교를 졸업한 힐은 1790년 제38보병여단에 배정되었다. 그는 1791년 1월 27일 중위로 진급했다. 1791년 3월 16일, 그는 제53보병여단에 들어가게 되었다. 그는 1793년 독립된 중대를 이끌게 되었고, 같은 해 3월 30일 그는 대위로 진급했다.
1793년 툴롱 포위전에서 그는 찰스 오하라의 부관으로 복무했다. 그는 런던에서 발령받은 상황이었다. 그는 이후 1793년 3월 제1대 커일러 남작 코르넬리우스 커일러의 독립 중대 중 하나에 배속되었다. 1794년 그는 제90보병연대를 이끌어 토마스 그레헴을 도왔고, 1794년 5월 27일 소령으로 진급한 이후 7월 26일 중령으로 진급했다. 1800년 1월 1일 그는 대령으로 진급했다.
1801년 그는 랄프 아베크롬비의 군 휘하에서 이집트의 아부키르 만에 상륙하였다. 힐은 이때 당시 머스켓 소총으로 인한 머리 부상을 입었다. 그러나 부상을 입었음에도 불구하고 그는 일주일 만에 전선에 나와 프랑스군을 이집트에서 축출하는데 기여했다. 힐은 1803년 준장으로 진급했고, 1805년 11월 2일 소장으로 다시 한 번 진급했다.

## 반도 전쟁
힐은 1808년 로리차 전투와 비메이로 전투에서 여단을 지휘했다. 그는 코루나 전투 당시 여단을 이끌며 존 무어의 스페인 전역에 참전했다. 제2차 포르토 전투에서 그는 웰링턴 공작 휘하에서 복무했고, 힐의 부대는 두로 강을 건너 즉흥적인 공격을 개시해 니콜라 술트의 프랑스 군단을 오포르토로 격퇴시켰다.
힐은 탈라베라 전투에서 제2보병사단을 이끌었다. 전투 직전의 밤에 클로드 빅토르 페렝의 기습공격을 받았고, 왕의 독일 군단의 2개 대대가 프랑스군의 공격을 받았다. 힐이 나중에 회상하기를 "나는 그가 몇몇 실수를 했기에 어리석은 늙은이임이 틀림없었다."라고 회상했다. 그럼에도 불구하고, 그는 어둠을 뚫고 예비여단을 지휘했다. 소규모 충돌 이후, 힐은 프랑스군에게 붙잡혀 포로가 될 뻔했지만, 그의 군대가 그를 구원했다.
1810년 앙드레 마세나가 포르투갈을 침공했을 때도, 힐은 제2보병사단을 지휘했고, 그는 부사초 전투에 참여했다. 1811년 웰링턴은 힐을 바다호스를 감시하는 16,000명의 지휘관으로 임명했다. 1811년 10월 28일, 힐은 아로요 도스 몰리뇨 전투에서 프랑스군을 성공적으로 기습했다. 1812년 1월 21일 그는 블랙니스 성의 명예총독으로 임명되었다. 1812년 2월 22일에 그는 바스 훈장을 수여받았고, 1812년 5월 4일에는 타워와 검 훈장을 받았다.
1812년 5월 바다호스 점령 이후, 힐은 알마라즈 전투에서 주요 교량을 파괴하는 두번째 기습을 감행했다. 웰링턴이 살라망카 전투에서 승리를 거두는 동안 힐은 존 해밀턴의 포르투갈 사단과 윌리엄 에스킨 경의 제2기병사단, 그리고 제2보병사단으로 구성된 18,000명의 군단으로 바다호스를 방위했다. 이 때 당시 그의 계급은 중장이었다.
영국군이 마드리드를 점령한 이후, 힐은 30,000명의 군을 책임지게 되었다. 힐은 1813년 6월 21일 비토리아 전투에서 우익을 지휘했고, 전투는 결정적인 영국군의 승리로 끝났다. 군단 사령관으로써, 그는 피레네 산맥 전투에 참전했다. 비토리아 전투와 웰링턴의 남프랑스 침공 당시 힐의 군단은 윌리엄 스튜어트의 제2사단과 프란체스코 실베이라의 포르투갈 사단, 그리고 파블로 모릴로의 스페인 사단으로 구성되어 있었다. 그는 1813년 11월 10일 니벨레 전투에서 우익군단을 맡았다.
1813년 12월 13일 니베 강 전투 당시, 힐은 상피에르드이루베의 방어전에서 뛰어난 업적을 거두었다. 14,000명의 병력과 10문의 포가 교량이 망가지면서 니베 강 동안에 갇혔다. 니콜라 장 드 슐트가 30,000명의 병력과 22문의 포로 공격을 가했지만, 힐은 이를 막아내는데 성공했다." 이후 그는 오르테즈 전투와 툴루즈 전투에 참전했다. 웰링턴은 "힐의 장점은 내가 그를 적재적소에 배치할 수 있다는 점이다."라고 칭찬했다.
정치적으로 힐은 토리당에 속해 있었으며 1812년부터 1814년까지 슈레스뷰리의 의원이기도 했다. 1814년 그는 '알마라즈의 힐 남작'이라는 칭호를 받게 되었다.

## 워털루와 그 이후

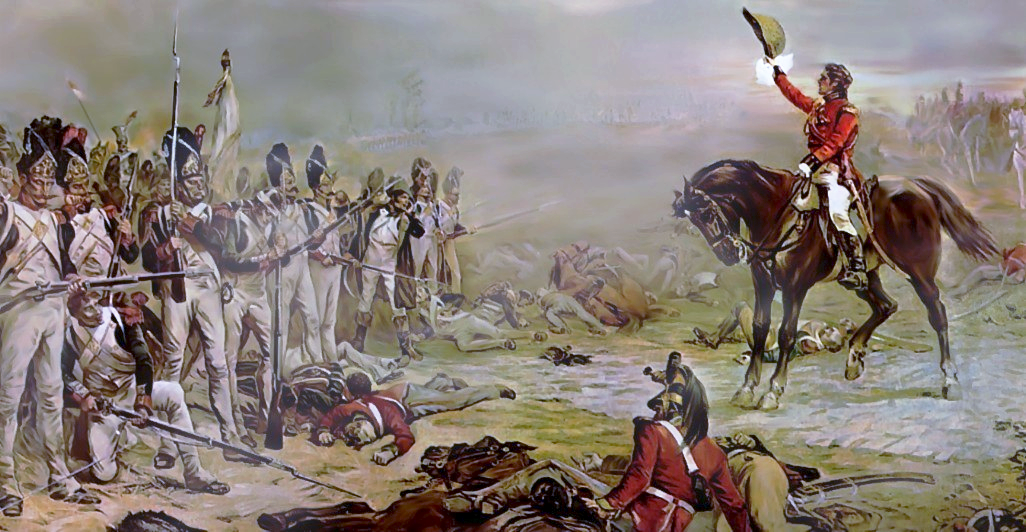
워털루 전투 당시 힐은 제국친위대의 항복한 잔병들을 맞이했다.

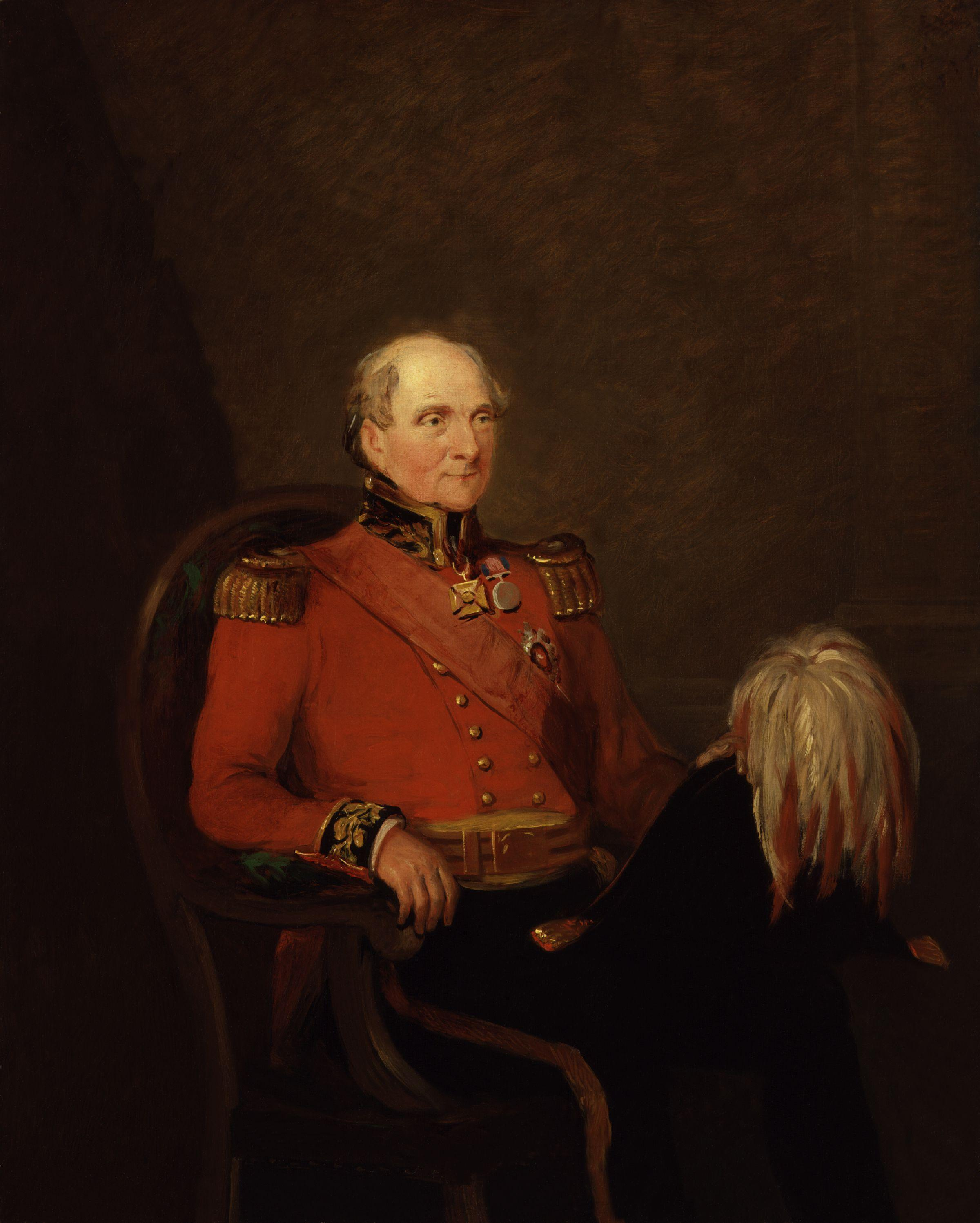
1836년 힐 남작이 앱슬리 하우스에서 워털루 기념행사를 준비 중이다.

워털루 전투에서 힐은 제2군단을 지휘했다. 그는 전투 막바지에 제국친위대에 맞서 싸우는 프레데릭 애덤을 도와주었다. 그는 부상을 입지 않은 채 도주했고, 전투 이후 그는 그의 여동생에게 "나는 워털루에서 싸웠던 것만큼 비참한 전투는 없었을 거라고 믿는다"라고 적었다." 워털루 전투 이후에도 그는 1818년 철수 때까지 프랑스 주둔 영국군으로 남았다.
워털루 전투 이후 그는 연합국으로부터 여러 훈장을 받았다. 1815년 1월 4일 그는 바스 훈장을 수여받았고, 1815년 8월 21일 오스트리아 제국의 마리아 테레사 훈장을 수여받았으며 러시아 제국의 상트게오르크 훈장도 받았다. 1815년 네덜란드 국왕 빌럼 1세는 그에게 빌럼 훈장을 수여했다.
말년에 힐 남작은 자작으로 승작되었으며 그 해 12월 10일 해드널의 하드윅 그랜지에서 사망했다.

## 참고
- Burke, Edmund (1813). 《The Annual register, or, A view of the history, politics, and literature for the year 1813, Volume 149.》.
- Dalton, Charles (1904). 《The Waterloo roll call. With biographical notes and anecdotes》. London: Eyre and Spottiswoode.
- Glover, Michael (2001). 《The Peninsular War 1807–1814》. London: Penguin Books. ISBN 0-14-139041-7.
- Hill, Joanna (2011). 《Wellington's Right Hand: Rowland, Viscount Hill》. The History Press Limited. ISBN 0752459171.
- Oman, Charles (1993). 《Wellington's Army, 1809–1814》. London: Greenhill. ISBN 0-947898-41-7.
- 본 문서에는 현재 퍼블릭 도메인에 속한 브리태니커 백과사전 제11판의 내용을 기초로 작성된 내용이 포함되어 있습니다.

|  | 영국의 힐 자작 1842년 | 후임 롤랜드 힐 |

|  | 영국의 힐 남작(2차) 1816년 - 1842년 | 후임 롤랜드 힐 |

|  | 영국의 힐 남작(1차) 1814년 - 1842년 | 후임 폐지 |